# Endotoxine
Endotoxinen (ook wel lipide A genoemd) zijn celwandbestanddelen van gram-negatieve bacteriën. Het endotoxine is een onderdeel van de lipopolysacchariden (LPS), structuren die voorkomen op de buitenste membraan bij gram-negatieve bacteriën.
De toxines zijn matig antigeen, thermostabiel, minder giftig dan exotoxinen en met een minder specifieke werking dan exotoxinen. Ze komen vrij bij lysis van de bacterie, bijvoorbeeld bij beschadiging of dood.
Verhoogde acute en chronische blootstelling aan endotoxinen leidt tot acute en chronische respiratoire klachten (droge hoest, benauwdheid, piepen op de borst), acute en chronische longfunctieveranderingen en bronchiale hyperreactiviteit. Als ziektebeelden worden niet-allergische astma en COPD genoemd. Ook kunnen systemische griepachtige klachten voorkomen, vooral na hoge piekblootstellingen aan endotoxine (rillingen, transpireren, koorts).

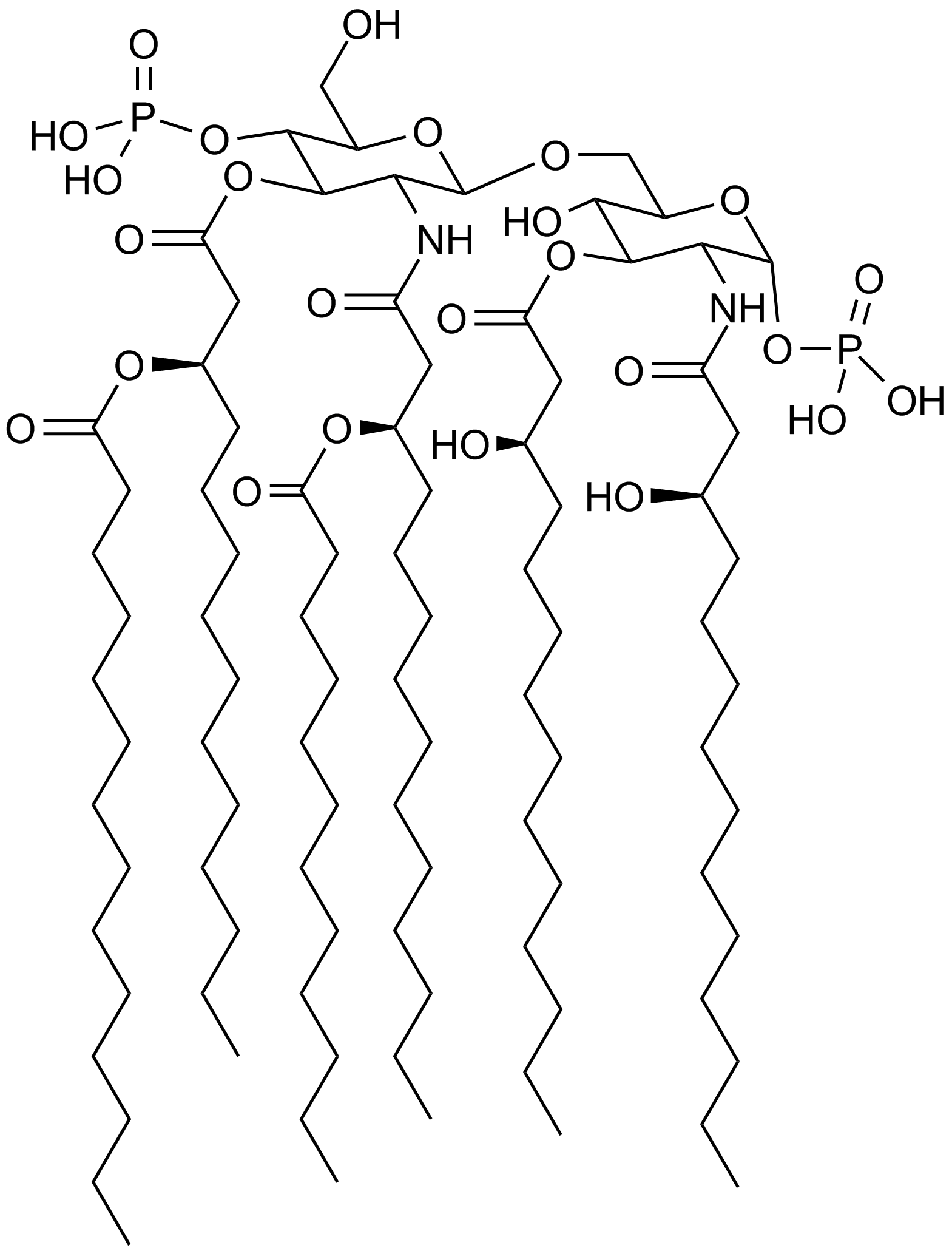
Chemische structuur van lipideA van E. coli

Deze endotoxinen kunnen verantwoordelijk zijn voor de systemische effecten van gram-negatieve infecties. Dit zijn onder andere:
- Koorts
- Leukopenie, gevolgd door leukocytose
- Complementactivatie
- Trombocytopenie
- Intravasale stolling
- Verminderde perifere circulatie
- Shock
- Dood

## Samenstelling
Lipide-A bestaat uit een gefosforyleerde glucosamine-disacharide met meerdere vetzuren. De meest voorkomende vetzuren zijn capron-, laurine-, myristine-, palmitine- en stearinezuur. Lipide-A kan bij de verschillende bacteriesoorten verschillen. Deze hydrofobe vetzuurketens verankeren het LPS in het bacteriële membraan waarbij het overige gedeelte van het LPS boven het celoppervlak steekt.

## Positieve verbanden
Op dit moment staan ook de mogelijke beschermende effecten van endotoxine in de belangstelling. In de jaren tachtig van de vorige eeuw werd al gesuggereerd dat endotoxinen mogelijk beschermende effecten zouden kunnen hebben op longkanker. De laatste jaren zijn meerdere studies gepubliceerd die suggereren dat beroepsmatig hoog blootgestelden inderdaad een verlaagde kans op longkanker hebben. Er is zelfs een meta-analyse verschenen die hiervoor sterke aanwijzingen geeft.
Een veel beschreven verschijnsel is het beschermende effect op het voorkomen van allergie. Al jaren is bekend dat vooral agrariërs die op de boerderij zijn opgegroeid minder allergie hebben dan de rest van de bevolking. Blootstelling aan micro-organismen en vooral endotoxine zou hiervoor verantwoordelijk kunnen zijn.

## Negatieve verbanden
In meerdere studies is ook een duidelijk negatief verband gevonden, in de vorm van blootstelling-responsrelatie tussen allergie tegen huisstofmijt of graspollen en blootstelling aangetoond, maar de mechanismen zijn niet volledig ontrafeld. Men verwijst vaak naar deze bevindingen onder de noemer 'hygiënehypothese'.
Endotoxinen leiden bij acute hoge blootstelling tot koorts, een algeheel gevoel van malaise. Deze verschijnselen samen worden in de literatuur wel beschreven als het 'Organic dust toxic syndrome'.

## Indicator
De aanwezigheid van endotoxinen kan aangetoond worden door de Limulustest. Het bloedserum van de degenkrab coaguleert als het in aanraking komt met endotoxine.
Endotoxinen kan tevens gemeten worden door het stof gedurende een bepaalde tijd op een filter te verzamelen en te laten analyseren door een laboratorium. 
De SER heeft een grenswaarde afgeleid voor endotoxinen: maximaal 90 eenheden/kubieke meter, gemiddeld over 8 uur.